# 势四
勢四（英語：Praecipua，/prɪˈsɪpjʊə/，小獅座46，46 LMi）是小獅座最亮的恆星。它的視星等為3.83等，光譜類型為K0+III-IV，是在紅團簇星中的一顆巨星。依據視差的測量，它與太陽的距離約為95光年。它疑似為變星，振幅僅有0.05星等。

## 命名法
小獅座46的名稱來自佛蘭斯蒂德命名法。它有時會依據1801年弗朗西斯·貝利的星表，標示為小獅座o（不是ο）。合理的推測認為它在拜耳命名法中是α星，但是貝利決定在他的星表中標示每一顆比4.5等亮的恆星時，錯誤的將α寫成o，所以小獅座有較暗的β星(勢增四，視星等4.2等)，卻沒有最亮的α星。
它的傳統名稱是Praecipua，這是源自拉丁文的名稱，意思是「首領」（小獅座為首的恆星）。這個名字最初可能是指勢增十一（小獅座37，視星等4.7），後來被錯誤的轉移到了這顆恆星上。在2016年，國際天文學聯合會（IAU）組織的IAU恆星名稱工作組（WGSN），對恆星的專有名稱進行分類和標準化。WGSN於2017年6月30日核定了這顆恆星的名稱為Praecipua，並將其列入IAU核定的恒星名稱清單中。
勢四是中國的名稱，意思是星官勢的第四顆星。在傳統的中國天文學體系中屬於紫微垣。